# Сян-гун (Ци)
Сян-гун из Ци (кит. трад. 齊襄公, пиньинь Qí Xiāng-gōng), удельный князь (гун) царства Ци в период Чуньцю (Весны и Осени) в Древнем Китае, правивший с 697 по 686 год до н. э.. Его имя при рождении — Чжу-эр (姜諸兒, Jiāng Zhū'ér), и он принадлежал к правящему роду Цзян. Сян-гун известен как фигура, связанная с политическими интригами, моральными скандалами и трагическим концом, что делает его правление одним из наиболее драматичных в истории царства Ци.

## Восхождение на трон
Сян-гун, урождённый Чжу-эр, был сыном Си-гуна и принадлежал к роду Цзян, основавшему Ци. Сян-гун пришёл к власти после долгого правления своего отца, Си-гуна (730—698 до н. э.), в период, когда Ци ещё не достигло пика могущества. Его правление характеризуется как переходный этап, полный внутренних конфликтов и внешних войн, что отражало общую нестабильность эпохи Чуньцю.
У Сян-гуна был младший брат, Сяо-бай (будущий Хуань-гун), и сестра, Вэнь-цзян (文姜), которая сыграла ключевую роль в его правлении и последующей судьбе. Кроме того, известен двоюродный брат У-чжи (無知), сын младшего брата его отца, с которым Чжу-эр ещё наследником был не в ладах.
Правление Сян-гуна было отмечено как внешними военными кампаниями, так и внутренними скандалами, которые в конце концов подорвали его репутацию. Князь правил самовластно, демонстративно нарушая нравственные нормы. Сначала он восстановил против себя двоюродного брата У-чжи, которому благоволил его отец и которого за одно это новый правитель постарался лишить всех привилегий. Вслед за этим, в 694 г. до н. э. произошел конфликт с соседним царством Лу.

## Убийство князя Лу Хуань-гуна
Согласно «Цзо-чжуань» и «Ши-цзи» Сян-гун, ещё будучи наследником, находился в кровосмесительной связи со своей младшей сводной сестрой Вэнь-цзян, которая в 709 году до н. э. вышла замуж за Хуань-гуна, правителя царства Лу. В 694 году до н. э. Хуань-гун посетил Ци со своей женой, вероятно, для укрепления дипломатических связей или обсуждения совместных военных планов. Этот визит был частью обычной практики обмена визитами между правителями.
Во время пребывания луского князя в Ци Сян-гун возобновил свои отношения с Вэнь-цзян. Хуань-гун, узнав об этом, выразил недовольство или попытался вмешаться, что вызвало гнев Сян-гуна.
Стремясь устранить угрозу разоблачения и сохранить своё влияние, Сян-гун решил избавиться от Хуань-гуна. Хуань-гуна напоили допьяна, а когда силач Пэн-шэн (彭生) нес его в колесницу, он сломал лускому правителю хребет. Сопровождающие из Лу были возмущены преступлением Сян-гуна, но ничего не могли сделать, потому что Ци было более сильным государством. Чтобы умиротворить Лу, герцог Сян казнил Пэн-шэна как козла отпущения. Сын Хуань-гуна и Вэнь-цзян, Чжуан-гун стал правителем Лу после своего отца. Естественно, что после всего этого отношения между Лу и Ци оказались натянутыми.
Что касается вдовы, то она, судя по данным «Цзо-чжуань», то возвращалась в Лу, где её присутствие было явно нежелательным, то снова отправлялась в Ци, где в уединенной местности на границе встречалась с любовником, то проделывала то же самое на приграничной территории в Лу, то открыто наносила визит любовнику, присоединяясь к нему в походах, то опять ждала его в Лу, то снова отправлялась к нему в Ци, то, наконец, пыталась устроить встречу в располагавшемся к востоку от Лу и Ци княжестве Цзюй, и каждый её шаг с пристрастием фиксировался в летописи.
В 693 году до н. э. Сян-гун женился на дочери царя Чжоу, номинального правителя всего Китая, но принцесса умерла всего год спустя («Цзо-чжуань»). По слухам, она «зачахла и умерла с разбитым сердцем, узнав, какой муж ей достался».

## Завоевание царства Цзи
В 690 году до н. э. государство Ци завоевало соседнее государство Цзи (紀). Цзи было врагом Ци, по крайней мере, со времён правления циского Ай-гуна. Примерно за два столетия до правления Сян-гуна, Ай-гун заживо сварен чжоуским И-ваном после того, как его оклеветал князь Цзи.
В 693 году до н. э. Ци напало на государство Цзи, захватив города Пин, Цзы и У и изгнав их жителей. Два года спустя младший брат князя Цзи перешел на сторону Ци и сдал город Си. Не в силах противостоять агрессии Ци, в 690 г. до н. э. князь Цзи бежал и передал государство младшему брату, который уже подчинился Ци, фактически сдав государство. Князь Цзи уехал в такой спешке, что даже не похоронил свою жену, принцессу из государства Лу, которая недавно умерла. Сян-гун устроил княгине подобающие похороны.
Известно также, что в 688 году до н. э. Сян-гун вмешивался в дела княжества Вэй. По приказу чжоуского вана он вторгся в Вэй, сверг правителя Цянь-моу и, казнив возведших его на престол аристократов, восстановил у власти прежнего князя Хуэй-гуна.

## Убийство Сян-гуна
Сян-гун восстановил против себя влиятельных аристократов, генералов Лянь Чэна и Гуань Чжи-фу, которые начали в отместку плести заговор в пользу опального У-чжи. Как-то раз во время охоты они заявили гуну, что раненный им кабан — это дух того силача Пэн-шэна, которого он некогда велел казнить в связи с убийством луского Хуань-гуна. Сян-гун не на шутку перепугался, упал с колесницы и повредил ногу, потеряв при этом туфлю. Вернувшись во дворец, он велел наказать ведавшего обувью слугу, которого всерьез исполосовали. Тем временем заговорщики решили, что наступил момент решающих действий. Они ворвались во дворец, но жестоко наказанный слуга, показав им изуродованную плетьми спину, сумел обмануть их, затем он спрятал гуна и организовал оборону. Заговорщики, однако, придя в себя, смяли ряды защитников дворца и нашли-таки Сян-гуна, чья поврежденная нога выдала его (он прятался за прикрытой дверью).
Сян-гун был убит, а правителем стал У-чжи. Произошло это в 686 году до н. э. Его правление, однако, оказалось недолговечным, так как в том же году он был свергнут, а трон занял Сяо-бай (Хуань-гун), младший брат Сян-гуна, превративший царство Ци в гегемона.

## Семья
Жены
- Ван-цзи из рода Цзи из Чжоу (周王姬姬姓), дочь чжоуского царя Хуань-вана и младшая сестра чжоуского царя Чжуан-вана; вышла замуж в 693 г. до н. э.

Сыновья
- Принц Цзи (公子季), прародитель линии Ци-цзи (齊季); бежал в Чу в 686 г. до н. э.

Дочери
- Ай-цзян (哀姜; ум. 660 до н. э.)

Вышла замуж за Чжуан-гуна из Лу (706—662 гг. до н. э.) в 670 г. до н. э.
- Шу-цзян (叔姜)

Вышла замуж за Чжуан-гуна из Лу в 670 г. до н. э. в качестве приданого за Ай-цзян и имела потомство (будущий луский князь Минь-гун).

## Историческое значение и наследие
В китайской историографии Сян-гун изображается как отрицательный персонаж. Его правление рассматривается как пример того, как личные пороки правителя (жестокость, аморальность) могут подорвать стабильность государства. «Цзо-чжуань» и «Ши-цзи» подчёркивают его моральное падение, особенно в связи с инцестом и убийством.
Сян-гун служит фоном для возвышения его брата, Хуань-гуна, который стал первым гегемоном (ба) периода Чуньцю. Реформы Гуань Чжуна, начатые при Хуань-гуне, укрепили Ци, что делает правление Сян-гуна ещё более провальным в сравнении.
История Сян-гуна, особенно его отношения с Вэнь-цзян, стала частью китайской исторической и литературной традиции, иллюстрируя темы морального упадка и политической нестабильности.